# Флексбур
Флексбур (фр. Flexbourg) — коммуна на северо-востоке Франции в регионе Гранд-Эст (бывший Эльзас — Шампань — Арденны — Лотарингия), департамент Нижний Рейн, округ Мольсем, кантон Мольсем. До марта 2015 года коммуна административно входила в состав упразднённого кантона Васлон (округ Мольсем).
Площадь коммуны — 1,7 км², население — 459 человек (2006) с тенденцией к росту: 490 человек (2013), плотность населения — 288,2 чел/км².

## Население
Население коммуны в 2011 году составляло 484 человека, в 2012 году — 499 человек, а в 2013-м — 490 человек.
| 1962 | 1968 | 1975 | 1982 | 1990 | 1999 | 2006 | 2008 | 2011 | 2012 | 2013 |
| ---- | ---- | ---- | ---- | ---- | ---- | ---- | ---- | ---- | ---- | ---- |
| 307  | 286  | 296  | 283  | 373  | 393  | 459  | 468  | 484  | 499  | 490  |

Динамика населения:

## Экономика
В 2010 году из 315 человек трудоспособного возраста (от 15 до 64 лет) 238 были экономически активными, 77 — неактивными (показатель активности 75,6 %, в 1999 году — 73,2 %). Из 238 активных трудоспособных жителей работали 220 человек (123 мужчины и 97 женщин), 18 числились безработными (10 мужчин и 8 женщин). Среди 77 трудоспособных неактивных граждан 22 были учениками либо студентами, 30 — пенсионерами, а ещё 25 — были неактивны в силу других причин.

## Достопримечательности (фотогалерея)

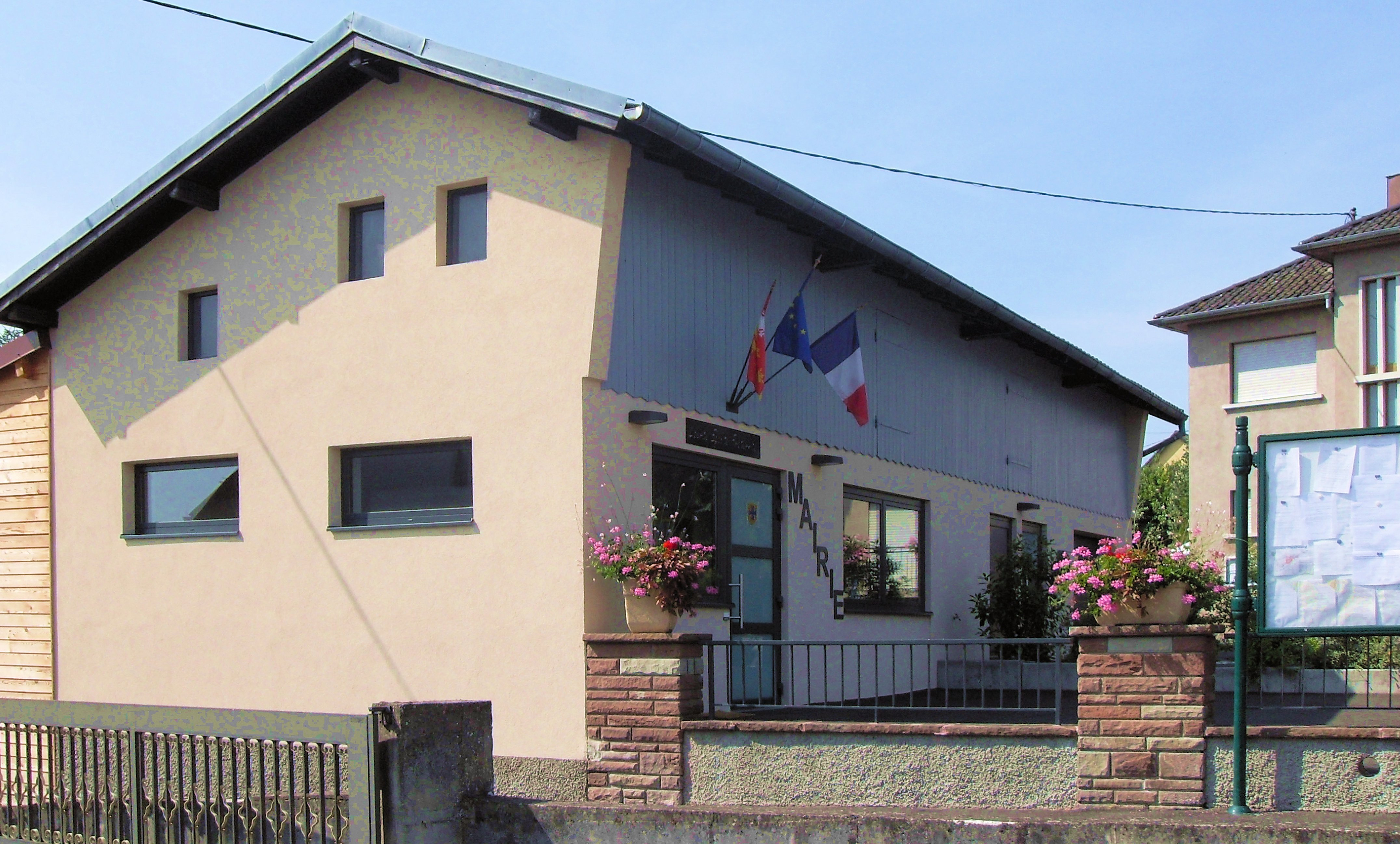
Здание мэрии
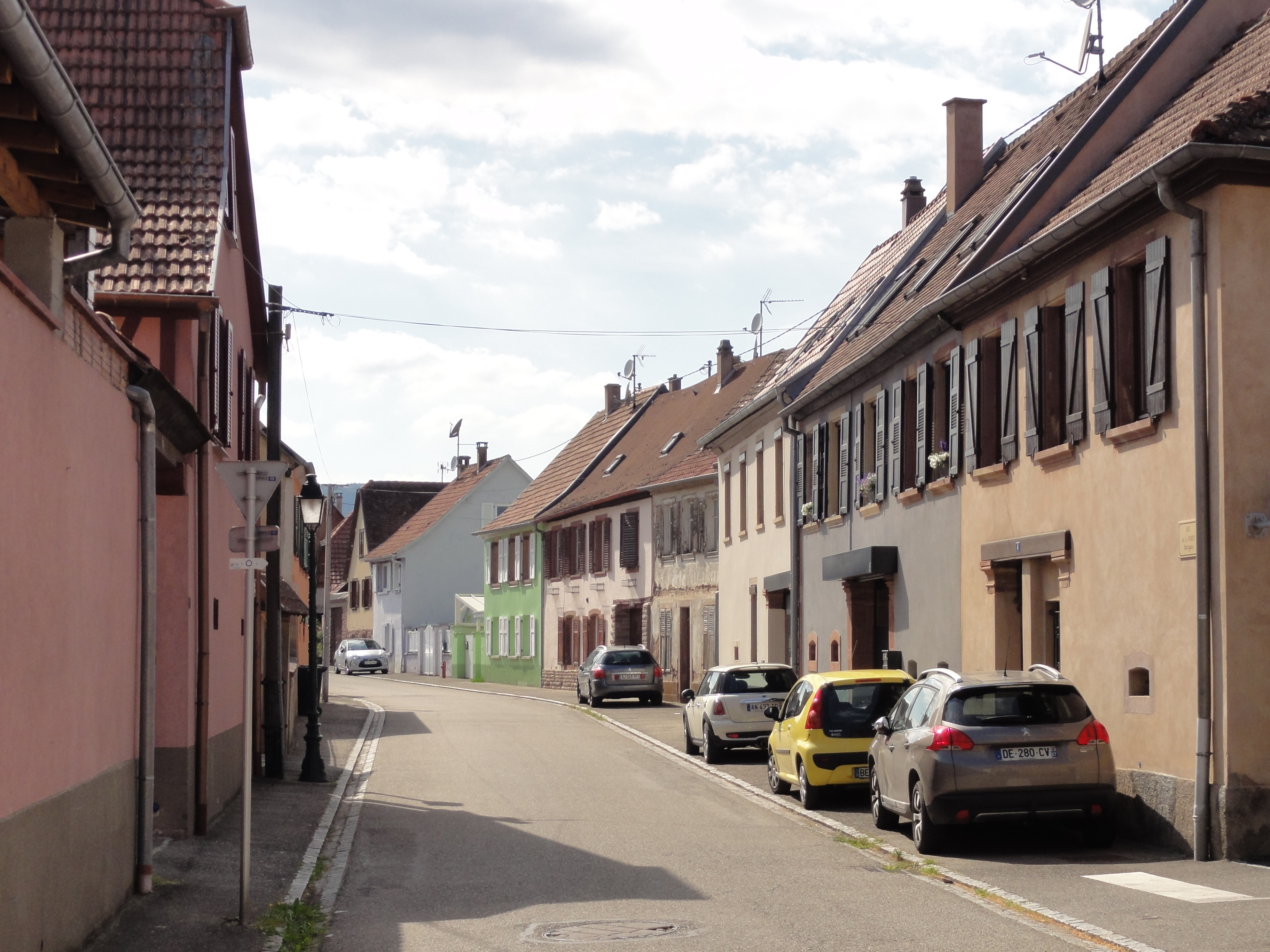
Руа де ла Форет
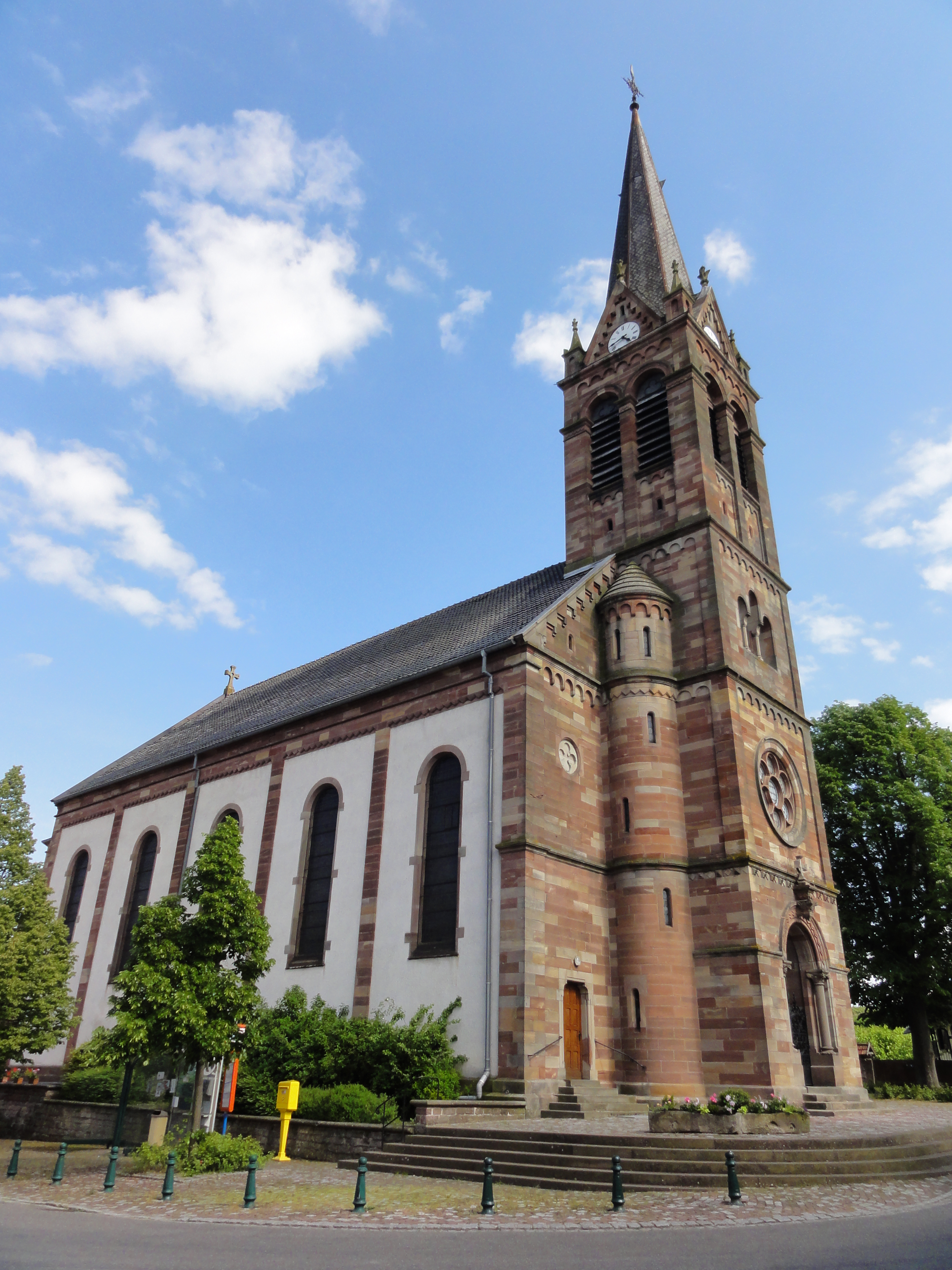
Церковь Сен-Ипполит
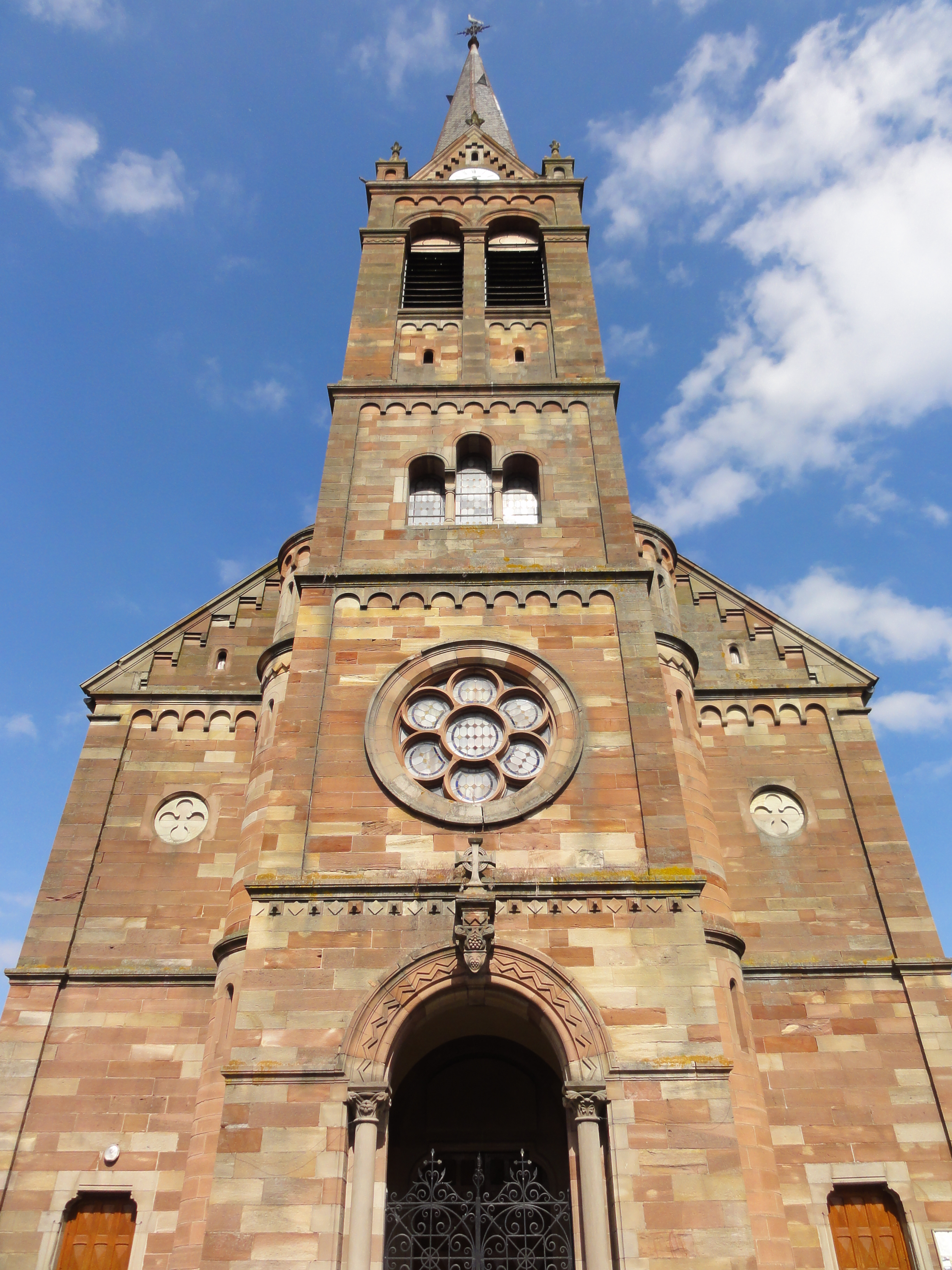
Колокольня
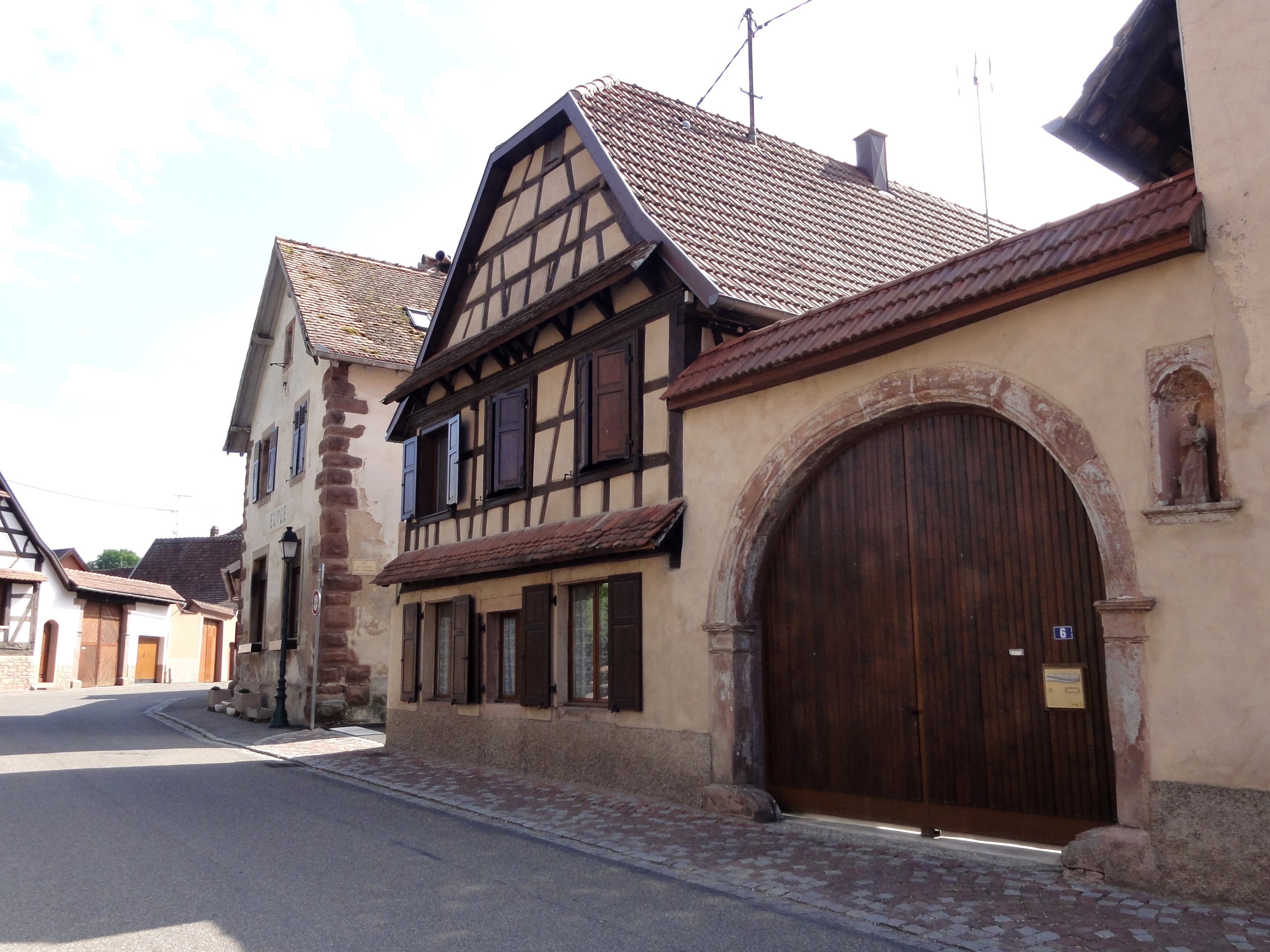
Здание (XIX век)